# Siemion Carapkin
Siemion Konstantinowicz Carapkin (ros. Семён Константи́нович Цара́пкин, ur. 1906 w Mariupolu, zm. 1984 w Moskwie) – radziecki dyplomata.

## Życiorys
Członek WKP(b), od 1939 w Ludowym Komisariacie Spraw Zagranicznych ZSRR, 1938-1944 zastępca kierownika Wydziału II Europejskiego tego komisariatu, 1944 kierownik Wydziału II Dalekowschodniego, 1944-1947 kierownik Wydziału USA i członek Kolegium Ludowego Komisariatu/Ministerstwa Spraw Zagranicznych ZSRR. 1947-1949 radca-poseł Ambasady ZSRR w USA, 1949-1952 i 1953-1954 zastępca stałego przedstawiciela ZSRR przy ONZ, 1954-1964 kierownik Wydziału ds. Organizacji Międzynarodowych/Wydziału Organizacji Międzynarodowych MSZ ZSRR, 1954-1966 członek Kolegium MSZ ZSRR. Od 1961 do maja 1966 stały przedstawiciel ZSRR w Komitecie ONZ ds. Rozbrojenia w Genewie, od 1964 do maja 1966 radca MSZ ZSRR, od 25 maja 1966 do 23 lutego 1971 ambasador nadzwyczajny i pełnomocny ZSRR w RFN.